# الحملة السورية اللبنانية
الحملة السورية اللبنانية (بالإنجليزية: Syria–Lebanon Campaign)‏ هي حرب نشبت في 8 يونيو 1941 بين كل من أستراليا وإمارة شرق الأردن وتشيكوسلوفاكيا وقوات فرنسا الحرة ضد كل من فرنسا الفيشية والجمهورية السورية الأولى وانتداب فرنسي على لبنان، انتهت الحرب في 14 يوليو 1941. كانت نتيجتها انتصار قوات الحلفاء واستقلال لبنان وسوريا بعد الحرب.
في 1 أبريل 1941، حدث انقلاب عام 1941 في العراق وخضعت البلاد لسيطرة القوميين العراقيين بقيادة رشيد علي، الذي ناشد الدعم الألماني. أدّت الحرب الأنجلو-عراقية (التي امتدت من 2 إلى 31 مايو 1941) إلى الإطاحة بنظام علي وتشكيل حكومة عميلة لبريطانيا. أقدم البريطانيون على غزو سوريا ولبنان في يونيو بهدف منع ألمانيا النازية من استخدام جمهورية سوريا ولبنان الفرنسية (دولة لبنان الكبير)، اللتين يسيطر عليهما فيشي فرنسا، كقواعد لشنّ الهجمات على مصر، خلال حالةٍ من الفزع من التعرّض للغزو في أعقاب الانتصارات الألمانية في معركة اليونان (التي امتدت من 6 إلى 30 أبريل 1941) ومعركة كريت (التي امتدت من 20 مايو إلى 1 يونيو). في حملة الصحراء الغربية (1940-1943) في شمال أفريقيا، كان البريطانيون يستعدون لعملية معركة الفأس  لفكّ حصار طبرق وكانوا يقاتلون في حملة شرق أفريقيا (من 10 يونيو 1940 حتى 27 نوفمبر 1941) في إثيوبيا وإريتريا.
أظهرت فرنسا الفيشية دفاعًا قويًا عن سوريا. لكن في 10 يوليو، عندما كان اللواء الأسترالي الحادي والعشرين على وشك الدخول إلى بيروت، سعى الفرنسيون إلى الهدنة. بعد دقيقة واحدة من حلول منتصف ليلة 12 يوليو، دخل وقف إطلاق النار حيّز التنفيذ وأنهى الحملة. ووُقِّعت هدنة القديس جان داكري (اتفاقية عكا) في 14 يوليو في ثكنات سيدني سميث على مشارف المدينة. أشارت مجلة تايم إلى القتال باعتباره ‹‹عرضًا مختلطًا›› أثناء حدوثه ولا يزال الغموض يكتنف الحملة، حتى بالنسبة إلى البلدان التي شاركت فيها أيضًا. هناك أدلة على أن البريطانيين أخضعوا التحريات الصحفية للرقابة بسبب القتال لأن السياسيين اعتقدوا أن الأعمال العدائية ضد القوات الفرنسية يمكن أن يكون لها تأثير سلبي على الرأي العام في البلدان الناطقة باللغة الإنجليزية.

## خلفيتها
في مايو 1941، وقّع الأدميرال فرانسوا دارلان بالنيابة عن فرنسا الفيشية على بروتوكولات باريس، وهي اتفاقية عُقِدت مع الألمان. منحت البروتوكولات ألمانيا الوصول إلى المنشآت العسكرية في سوريا التي تسيطر عليها قوات فيشي.  ظلّت البروتوكولات غير مصدقٍ عليها، لكن شارل كليمنت إنتزيجر، وزير حرب فيشي، أرسل الأوامر إلى هنري دنتز، المندوب السامي الفرنسي على سورية ولبنان، للسماح لطائرات  الألمانية وللقوات الجوية الملكية الإيطالية بالتزود من الوقود في سوريا. حطّت طائرة من طراز أكسيس التابعة لقيادة «طياري العراق» في سوريا على أساس أنها طائرة عراقية في طريقها إلى المملكة العراقية أثناء الحرب الأنجلو-عراقية. كما طلب الألمان إذنًا من سلطات فيشي لاستخدام السكك الحديدية السورية لإرسال أسلحة للقوميين العراقيين في الموصل. كان الجنرال أرشيبالد بيرسيفال ويفل، رئيس الأركان لقيادة الشرق الأوسط، مترددًا في التدخل في سوريا، على الرغم من حثّ الحكومة، بسبب الوضع في الصحراء الغربية، والهجوم الألماني الوشيك على جزيرة كريت والشكوك حول ذرائع فرنسا الحرة.

## تمهيد

### فيشي سوريا
كان دنتز رئيس أركان جيش سوريا ولبنان الذي كان يضم قوات حضرية استعمارية منتظمة وفرقًا خاصة (قوات خاصة، جنودًا سوريين ولبنانيين وطنيين). كانت هناك سبع كتائب مشاة من القوات الفرنسية النظامية تحت تصرّفه، بما في ذلك فوج المشاة الأجنبي السادس من الفيلق الأجنبي الفرنسي وفوج المشاة الاستعماري الرابع والعشرين وأحد عشر كتيبة مشاة من ‹‹القوات الخاصة››، بما في ذلك ما لا يقل عن 5000 من وحدات سلاح الفرسان المزوّدين بالخيول والمحركات، ومجموعتين من الوحدات المدفعية والداعمة. بلغ عدد حامية فيشي 35000 جنديٍ، منهم 35000 من الجنود النظاميين بما في ذلك 8000 من المشاة الفرنسيين و25000 من السوريين واللبنانيين. كان لدى الفرنسيين 90 دبابة (وفقًا للتقديرات البريطانية)، وكان لدى سلاح فيشي الجوي الفرنسي  90 طائرة (وصلت إلى 289 طائرة بعد التعزيزات)، بينما كان لدى البحرية الفرنسية مُدمِرتان، الفهد وفالمي، وثلاث غواصات.
في 14 مايو 1941، رصد طاقم طائرة بريطانية من طراز بريستول بلينهايم، أثناء تأديتهم لمهمة استطلاع فوق تدمر في وسط سوريا، طائرة يونكرز جو 90 وهي تُقلع، بالإضافة لمشاهدة المزيد من الطائرات الألمانية والإيطالية في وقتٍ لاحق من ذلك اليوم؛ حصلوا على التصريح للهجوم على المطار في وقت لاحق من ذلك المساء. استمرت الهجمات ضد الطائرات الألمانية والإيطالية التي كانت تمر عبر سوريا وادعى البريطانيون تدمير ست طائرات من طراز أكسيس بحلول 8 يونيو. زعمت قوات فيشي الفرنسية أنها أسقطت طائرة بلينهايم في 28 مايو، وأجبرت أخرى على الهبوط في 2 يونيو. أسقط سلاح الجو الملكي البريطاني طائرة فيشي مارتن إف 167 كانت تُحلّق في أجواء الانتداب البريطاني على فلسطين في 6 يونيو. على الرغم من أن الاهتمام الألماني بالانتداب الفرنسي على سوريا ولبنان كان محدودًا، فقد سمح أدولف هتلر بتعزيز القوات الفرنسية، بالسماح للطائرات الفرنسية في طريقها من الجزائر إلى سوريا بالطيران فوق الأراضي التي يسيطر عليها المحور والتزوّد بالوقود في قاعدة إيلوسينا الجوية التي تسيطر عليها ألمانيا في اليونان. فسّر البريطانيون نشاط الطائرات الألمانية المتمركزة في اليونان وجزر دوديكانيسيا على أنه يهدف لتقديم الدعم لقوات فيشي، ولكن على الرغم من أن دنتز نظر لفترة وجيزة في قبول المساعدة الألمانية، إلا أنه رفض العرض في 13 يونيو.

### فلسطين والعراق
كان الغزو الذي قادته بريطانيا لسوريا ولبنان يهدف إلى منع ألمانيا النازية من استخدام فيشي فرنسا الجمهورية السورية ولبنان الفرنسية (دولة لبنان الكبير)، اللتين يسيطر عليهما، لشن هجماتٍ على مصر بينما يحارب البريطانيون حملة الصحراء الغربية (1940-1943) ضد قوات المحور في شمال أفريقيا. كانت المخاوف من أن الهجمات الألمانية النازية من سوريا ولبنان يمكن حدوثها إذا تمكن النازيون من الوصول إلى المطارات هناك، وإذا استطاعت القوات الألمانية، التي كانت تقاتل في ذلك الوقت على الجبهة الشرقية، أن ترتبط بقوات فيشي في حال نجاح النازية ضد روسيا عن طريق التقدم جنوبًا عبر القوقاز. كلا الاحتمالين كانا سيُكشفان لقوات الحلفاء في مصر المتمركزة في الشمال في وقتٍ كانت احتاجت فيه كل الموارد التركيز على وقف التقدم النازي من الغرب. على الرغم من أن الفرنسيين قد تنازلوا عن الحكم الذاتي لسوريا في سبتمبر 1936، فقد أبقوا على حقوق المعاهدة التي تتضمن الاحتفاظ بالقوات المسلحة ومطارين في المنطقة. من 1 أبريل 1941، بعد وقوع انقلاب، أصبح العراق، على الحدود الشرقية لسوريا، تحت سيطرة القوميين بقيادة رشيد علي، كان القوميون يرغبون بطلب الدعم الألماني. أدّت الحرب الأنجلو-عراقية (التي استمرّت من 2 حتى 31 مايو 1941) إلى تنصيب حكومةٍ موالية لبريطانيا.

خريطة سوريا ولبنان أثناء الحرب العالمية الثانية

كانت القوات البريطانية في جنوب سوريا في الانتداب على فلسطين تحت قيادة الجنرال السير هنري مايتلاند ويلسون، وكانت تتألف من الفرقة الأسترالية السابعة (دون اللواء الثامن عشر، الذي كان في شمال أفريقيا، المحاصر في حصار طبرق)، وقوات جنتفورس مع لوائين تابعين لفرنسا الحرة من الفرقة الفرنسية الأولى الحرة (بما في ذلك كتيبتان من اللواء الثالث عشر من نصف الفيلق الأجنبي الملحق باللواء الفرنسي الحر الأول) ولواء المشاة الهندي الخامس (فرقة المشاة الهندية الرابعة) مع المدفعية والمهندسين وخدمات الدعم الأخرى الملحقة لتشكيل مجموعة اللواء الهندي الخامس. في شمال ووسط سوريا، استُخدمت القيادة العراقية (الملازم أول السير إدوارد كوينان) في هذه الحملة للهجوم من الشرق، التي تتألف من فرقة المشاة الهندية العاشرة وعناصر من لواء المشاة الهندي السابع عشر (فرقة المشاة الهندية الثامنة) ووحدة هابفورس ولواء الفرسان الرابع والفيلق العربي بقيادة جون غلوب (غلوب باشا). نفّذ عناصر الكوماندو رقم 11 (الإسكتلندي) عمليات الكوماندو والغارات من قبرص، وكذلك فعلت فرق البلماخ شبه العسكرية وأفراد الـ مستعرفيم من منطقة الانتداب على فلسطين.
ووفّرت أسراب القوات الجوية الملكية البريطانية (RAF) والقوات الجوية الملكية الأسترالية (RAAF) الدعم الجوي؛ ودُعمت القوات البرية على الساحل بقصف من القوات البحرية الملكية البريطانية (RN) والبحرية الملكية الأسترالية (RAN) من أسطول البحر المتوسط. في البداية، حصل العميد الجوي إل. أو. براون، الضابط الجوي القائد في قيادة سلاح الجو الملكي البريطاني في فلسطين وشرق الأردن، على قوّة جوية قوامها السرب 11 (من طراز بريستول بلينهايم إم. كي. 4) والسرب 80، وأعيد تجهيزه بتزويده بمقاتلات هوكر هوريكان، والسرب 3 من سلاح الجو الملكي الأسترالي (RAAF)، الذي تحوّلت مقاتلاته إلى مقاتلات كورتيس توماهوكس، والسرب 208 (التابع لجيش التعاون) من مقاتلات هوريكان غلوستر غلاديتور (X Flight). كانت هناك مفرزة من أسطول سلاح الجو البحري من سرب سلاح الجو البحري (FAA) الذي كان يتألف من طائرات سوردفيش القاذفة للطوربيد في قبرص والسرب 84 في العراق المستعدة للتعاون.
شملت القوات البريطانية في الاحتياط فرقة المشاة السادسة (مع كتيبة المشاة 11 التشيكوسلوفاكية الملحقة بلواء المشاة 23 في الشرق) واللواء الأسترالي السابع عشر. في منتصف يونيو، دخلت الفرقة مع لوائي المشاة كتعزيزات على جبهة القتال، لا سيما على جبهة دمشق ووُضعت القوة الجنوبية تحت قيادة الفيلق الأسترالي الأول في 19 يونيو. في بداية عملية المُصدّر، كانت القوّة البريطانية وقوات الكومنولث تتألف من حوالي 34000 رجلًا (18000 منهم أسترالي و9000 بريطاني و2000 جندي هندي و5000 جندي تابعٍ لفرنسا الحرّة). كان لدى سلاح الجو الملكي البريطاني وسلاح الجو الملكي الأسترالي (RAAF) حوالي 50 طائرة وساهمت البحرية في سفينة الهبوط إتش. إم. إس. غلينجيل وخمس طرادات وثماني مدمرات.